# Good Goodbye
「Good Goodbye」（グッド グッバイ）は、Dream Amiの8枚目のシングル。2019年3月13日にrhythm zoneから発売。

## 概要
- 【CD＋DVD】【CD】の2形態で発売[2]。
- 表題曲「Good Goodbye」は、E.G.family5週連続ツアー[※ 1]キックオフナンバーの第4弾[4]として、1月30日に配信リリースされることが2018年12月18日に発表。12月26日に、タイトルが決定し、劇場版『えいがのおそ松さん』の主題歌となることが発表[5]。同曲は、前作同様にDream Amiが作詞した[6][7]。
- E.G.family5週連続ツアーキックオフ曲第4弾として配信するとともに、ソロ8枚目のシングルとしてリリースすることが2019年1月17日に発表[8]。
- 表題曲「Good Goodbye」が2019年1月30日に配信がスタートし、同時にKEVIN BAOを監督に迎え[9][10]、アニメの主人公にあわせて6人6色のDream Amiが登場するカラフルなミュージックビデオが公開[11]。2月15日に、収録内容が解禁[12]。

POSITIVE (Dream Ami version)：2015年9月発売、tofubeatsのアルバム「POSITIVE」に収録されている「POSITIVE feat. Dream Ami」をKan Sanoがリアレンジした別バージョン。
ヒマワリ (Dream Ami version)：2010年8月発売、Dreamのシングル「My Way〜ULala〜」に収録されている「ヒマワリ」をArmySlickがアレンジしたカバー。

## 収録曲

### 【CD＋DVD】
CD
1. Good Goodbye
作詞：Dream Ami　作曲：Erik Lidbom・Carlos K.　編曲：Erik Lidbom
  - 劇場版『えいがのおそ松さん』主題歌[5]
2. POSITIVE (Dream Ami version)
作詞・作曲：tofubeats　編曲：Kan Sano
3. ヒマワリ (Dream Ami version)
作詞：Jam9　作曲：Jam9・ArmySlick　編曲：ArmySlick
4. Good Goodbye [Instrumental]

DVD
1. Good Goodbye (Video Clip)

### 【CD ONLY】
1. Good Goodbye
2. POSITIVE (Dream Ami version)
3. ヒマワリ (Dream Ami version)
4. Good Goodbye [Instrumental]
5. POSITIVE (Dream Ami version) [Instrumental]
6. ヒマワリ (Dream Ami version) [Instrumental]